# Gidget Gein
Bradley Mark Stewart (11 de septiembre de 1969 – 8 de octubre de 2008), conocido artísticamente como Gidget Gein, fue un músico y artista estadounidense. Fue el segundo bajista y cofundador de las banda de rock Marilyn Manson. Su nombre artístico era la combinación entre el personaje ficticio Gidget y el del asesino en serie Ed Gein.

## Biografía
Gein nació en Hollywood (Florida). su madre era profesora de una escuela católica y su padre era oficial de policía. Sus padres se divorciaron cuando él tenía tres años y su madre se volvió a casar pocos años después con un artista que hacía de payaso en fiestas de cumpleaños. "Era un alcohólico empedernido, así que después de estas fiestas de cumpleaños, salía con los padres y bebía. Luego volvía a casa, apestando y fumando puros con su maquillaje de payaso, borracho hasta el culo, siendo desagradable. Eso era algo que ocurría semanalmente."
Stewart se unió a la banda de Marilyn Manson & the Spooky Kids en 1989 como bajista. La banda captó la atención de Trent Reznor, que les contrató para su discográfica Nothing Records. A medida que la banda se hizo más famosa después de lanzar su primer álbum "Spooky Kids" en 1992, la personalidad de Gein se volvió más caótica a través del uso de drogas y otros actos de libertinaje. En octubre de 1993, Reznor acordó rehacer la producción del álbum de Marilyn Manson, llevándolos a ellos y a sus maquetas a The Record Plant en Los Ángeles. En la Nochebuena de 1993, Gein fue hospitalizado después de una sobredosis de heroína. Mientras estaba hospitalizado, recibió un mensaje del abogado de Marilyn Manson diciendo que estaba despedido por el uso excesivo de drogas. fue sustituido por Jeordie White, conocido como Twiggy Ramirez. Ramírez parecía asumir un aspecto y una personalidad que se inspiraban en gran medida en Gein y su entonces novia Jessicka de la banda riot goth Jack Off Jill. Fue acreditado como miembro del grupo en el álbum de debut Portrait of an American Family, pero todo el bajo que se escucha en el álbum fue en realidad interpretado por Gein.
Después de ser despedido de Marilyn Manson, formó el grupo llamado Gidget Gein and the Dali Gaggers. El grupo estaba formado por el vocalista Anthony Taboada (conocido como Alistarr Liddell) y el guitarrista Al B. Romano que destacaba muestras de arte degenerado, ideas y composiciones de canciones de estilo post-punk. El grupo publicó el ábum Just AdNauseam en 1998. Antes del lanzamiento del segundo álbum, Confessions of a Spooky Kid en 1999, Gein recayó y comenzó a inyectarse heroína. Regresó a Florida para dejar su adicción a las drogas y se puso a trabajar en la consulta de un médico forense. Sus macabras experiencias en la consulta del forense han sido documentadas en varias revistas internacionales y estimularon un guion y la producción temprana de una película titulada "Bag Boy", que nunca se estrenó.
Durante la producción del álbum de Marilyn Manson The Golden Age of Grotesque en 2003, Gein y Manson se reunieron en un video musical producido de forma independiente para la canción "Saint" (stylized as "(s)AINT"). Dirigida por Asia Argento y con escenas de violencia, desnudez, uso de drogas y masturbación incluidas, Interscope lo consideró "demasiado gráfico" y rechazó asociarse al proyecto, algunos países borraron escenas para incluirlas, mientras que otros, como el Reino Unido, incluyeron la versión completa sin editar. NME se refirió al video como "uno de los videos musicales más explícitos jamás realizados", y tanto Time como SF Weekly lo incluyó en sus respectivas listas de los 'Videos musicales más polémicos'.
Gein volvió a Los Ángeles en 2004. Durante sus años finales, estuvo muy activo en diferentes películas y proyectos musicales. Actuó en algunas películas independientes como The Three Trials, The Devil's Muse entre otros. En su etapa final, estuvo a la vanguardia de los movimientos artísticos y de moda de estilo "UnPop y GaGa". Su arte de técnica mixta generalmente se facturaba bajo su marca registrada GOLLYWOOD y presentaba varios temas de blaxploitation, personas transgénero y representaciones grotescas de íconos de la cultura pop.

## Fallecimiento
El 8 de octubre de 2008, Stewart moriría en su casa de Burbank (California) por abuso de drogas. Su cuerpo fue encontrado al día siguiente. Poco antes de su muerte, Gein había completado otra temporada en rehabilitación y, según los informes, estaba grabando un álbum con el productor discográfico Dave Jerden. Había sido contratado para publicar su arte en una exposición programada para febrero de 2009.

## Discografía
Con Marilyn Manson and the Spooky Kids
- Big Black Bus (1990)
- Grist-O-Line (1990)
- Lunchbox (1991)
- After School Special (1991)
- Live As Hell (1992)
- The Family Jams (1992)
- Refrigerator (1993)
- Lunch Boxes & Choklit Cows (2004)

Con Marilyn Manson
- Portrait of an American Family  (1994)

Con the Dali Gaggers===
- Confessions of a Spooky Kid (Just AdNauseam) (1998)

En solitario
- Suspension of Disbelief (2007)
- Law of Diminishing Return (2007)
- Rig Demos (2007)